# Julissa Gomez
Pour les articles homonymes, voir Gomez.
Julissa Gomez, née le 4 novembre 1972 à San Antonio et morte le 8 août 1991 à Houston, est une gymnaste artistique américaine. Elle connaîtra une ascension rapide dans sa discipline, avant que sa carrière ne soit stoppée en 1988 par un accident à l'entraînement qui la laissa paraplégique. Elle décédera deux ans plus tard des suites de ses blessures, ce qui entraînera d'importants changements dans la discipline afin d'améliorer la sécurité des athlètes.

## Carrière
Née à San Antonio au Texas de parents initialement travailleurs agricoles originaires de Laredo, Julissa est l'aînée de deux sœurs. Sa mère Otilia deviendra par la suite enseignante et son père Ramiro soudeur, améliorant considérablement la situation économique de la famille. Alors que Julissa a dix ans, les Gomez décident de déménager pour Houston afin que Julissa puisse être entraînée par le réputé Béla Károlyii. Les méthodes de l'entraîneur d'origine roumaine sont particulièrement dures, mais elles permettent à Julissa de rejoindre l'équipe nationale américaine en 1987. Particulièrement douée aux barres asymétriques et à la poutre, Junissa est clairement pressentie pour participer aux Jeux olympiques de 1988.
Mais Julissa supporte de plus en plus mal les méthodes brutales de son entraîneur et met un terme à leur coopération. Elle rejoint brièvement le club US Acrosports à Webster avant d'accorder sa confiance à Al Fong qui entraîne déjà la prometteuse Christy Henrich. Ce changement d'entraîneur va entraîner la séparation de la famille, puisque Ramiro suivra sa fille à Blue Springs dans le Missouri où se trouve le club Great American Gymnastics Express (GAGE) de Fong, tandis que Otilia reste à Houston avec les deux sœurs cadettes de Julissa.
En mai 1988, Julissa âgée de 15 ans se rend à Tokyo pour participer à l'Exposition mondiale du sport où elle se qualifie pour la finale du saut de cheval. Toutefois, de nombreux observateurs - dont ses entraîneurs et ses équipières - avaient déjà remarqué ses difficultés pour exécuter certains sauts, notamment le fameux Yurchenko. Son ancienne équipière Chelle Stack déclarera plus tard que « ce n'était pas un saut sûr pour elle, quelqu'un aurait dû l'arrêter. » Mais son entraîneur tenant à ce qu'elle maîtrise parfaitement ce saut susceptible de rapporter de nombreux points lors des compétitions continua à le lui faire exécuter.
Le 5 mai 1988, lors des échauffements en vue de la finale, Julissa glisse sur le tremplin et ne parvient pas à prendre assez de hauteur pour effectuer correctement son saut. Elle retombe tête la première sur le cheval de saut, ce qui lui brise instantanément la nuque. Lorsqu'elle reprend conscience, elle constate qu'elle ne peut plus bouger ses quatre membres. Emmenée à l'Hôpital universitaire de Tokyo, elle est rejointe par ses parents et parvient à communiquer en clignant des yeux avant de tomber dans le coma. Ses équipières du club GAGE décident alors de lui dédier leur saison tandis qu'une collecte de fonds récolte 14.000 dollars pour aider au paiement des frais médicaux de la jeune gymnaste. Les parents décident également de ne communiquer aucune information à la presse sur l'état de leur fille. Alors qu'elle semble partiellement récupérer, le tuyau de son respirateur artificiel glisse de sa trachée alors que l'alarme de l'appareil avait été déconnectée par erreur, privant son cerveau d'oxygène et la plongeant dans un profond coma.
Julissa est rapatriée aux États-Unis sur un vol militaire quelques jours plus tard  et soignée à domicile.
En 1991, Julissa développe une infection et amenée d'urgence dans un hôpital d'Houston. Elle y décède peu après, à l'âge de 18 ans sans jamais avoir repris conscience depuis son accident au Japon.